# Cité philanthropique
La Cité philanthropique est un ensemble de logements collectifs situé 32-38 rue Gantois dans le quartier de Wazemmes à Lille réalisé de 1859 à 1862 sous le nom de Cité Napoléon  par le Bureau de bienfaisance de Lille pour les indigents.
La Cité Napoléon renommée Cité philanthropique en 1884 fut rénovée en 1974 et réhabilitée en 2007. Elle est actuellement une résidence de personnes âgées. 

## Le contexte
Le Prince-Président Louis-Napoléon Bonaparte, futur Empereur Napoléon III fit construire en 1850 grâce à un don de 500 000 F une  cité ouvrière modèle, la Cité Napoléon rue Rochechouart à Paris pour loger 400 familles. Par décret du 22 janvier 1852, Napoléon III étend aux grandes villes cette expérience.
Au milieu du XIXe siècle, la ville de Lille enserrée dans son enceinte datant de 1670 est surpeuplée. La densité de population atteint en 1858 411 habitants à l'hectare, supérieure à celle du Paris d'avant Haussmann de 343. Au milieu des usines qui se multiplient, l’espace pour les logements populaires est très restreint. La plupart de ces habitations sont très exiguës et malsaines. L'entassement est aggravé par la faible hauteur des bâtiments. Aussi, des caves et des greniers sont occupés par des familles ouvrières. Cette insalubrité a été constatée par plusieurs enquêtes notamment celle d’Adolphe Blanqui publiée en 1849.
Or la ville venait d’être étendue par décret du 2 juillet 1858 décidant l’annexion des trois communes périphériques de Wazemmes, Esquermes, Moulins-Lille devant être englobées dans l’enceinte fortifiée élargie, celle de Fives également rattachée restant à l’extérieur des remparts. Les deux organismes d’assistance de Lille, le Bureau de bienfaisance et les Hospices civils étant propriétaires de terrains dans ces nouveaux quartiers, cette situation représentait une opportunité pour l’amélioration de l’habitat ouvrier.

## La réalisation
Le projet d’un  ensemble de logements ouvriers fut lancé à l’automne 1859 par le Bureau de Bienfaisance propriétaire d’un grand terrain de 4 745 m2 compris entre les rues Gantois, de Wazemmes, des Meuniers et Barthélémy-Delespaul à Wazemmes dans un quartier encore peu bâti. Malgré les réticences des notables lillois, sa construction est décidée en 1861. L’ensemble confié à l’architecte Émile Vandenbergh est inauguré en 1863.
La Cité Napoléon, rebaptisée Cité philanthropique en 1884, comprend 6 bâtiments destinés chacun au logement de 180 personnes, au total environ 1 000 habitants, séparés par des cours de 16 mètres de large, reliés par des ponts abritant les services communs.
La construction innovante utilise le fer, la fonte et le verre.
Cet ensemble est une œuvre fonctionnaliste dans laquelle les bâtiments sont implantés indépendamment du contour de l’îlot, pour la commodité de la distribution et pour faire bénéficier les habitants de l’air et de la lumière. Cette disposition novatrice anticipe de 70 ans les principes de la Charte d'Athènes de Le Corbusier . 
Cet ensemble comprend 276 chambres de 20 m2 qui étaient louées de 3,50 à 5,00 FRF à des personnes inscrites au registre des indigents, de préférence à des veuves, des infirmes ou à des ouvriers. Malgré la qualité de la conception, la misère y fut permanente et son architecture peu appréciée : la Cité philanthropique fut comparée à une caserne ou à une prison.
La Cité philanthropique rénovée en 1974 puis réhabilitée en 2007 est actuellement une  résidence pour personnes âgées.

## La Cité philanthropique dans le logement social en France et à Lille
L’exemple des cités Napoléon de Paris et de Lille a été peu suivi. Celui du Familistère de Guise est une des rares réalisations comparables. Les cités ouvrières du XIXe siècle telles que les corons des régions minières, la cité Menier à Noisiel sont pour la plupart des ensembles assez différents de maisons individuelles destinées aux salariés d’une entreprise.
A Lille, l’agrandissement du Second Empire fut une occasion manquée pour le logement des ouvriers. Quelques initiatives d’une certaine envergure peuvent être mentionnées : deux ensembles de 136 maisons à un étage et 12 à deux étages dans des rues ouvertes à Moulins-Lille (rues de Bordeaux, de Marseille, de Lyon, rues du Havre, de Rouen, de Nantes) construits en 1868 par la Compagnie immobilière aidée par un don de 100 000 FRF de l’Empereur et un prêt de 2 000 000 FRF de la ville de Lille dont le loyer relativement élevé excluait les ouvriers indigents, l'ensemble comparable  des rues de Dieppe et Violette réalisé vers 1880  par cette société à Esquermes, la Cité Saint-Maurice et quelques maisons ouvrières construites par la Compagnie de Fives.
Cependant, ces réalisations n’étaient pas à la hauteur de la croissance démographique. Les logements ouvriers réalisés dans la deuxième moitié du XIXe siècle dans les nouveaux quartiers de Lille furent pour la plupart des maisons insalubres, des taudis, construits par l’initiative privée comprenant de nombreuses courées.